# UGDA
Die UGDA (Union Grand-Duc Adolphe) ist die Dachorganisation der Musik-Interessierten in Luxemburg und vertritt im Großherzogtum mehr als 17.000 Mitglieder aus rund 340 Organisationen (Chöre, Blaskapellen, Bands, Musikschulen sowie Folklore- und Theatergruppen).

## Historie

### Ursprünge
Die Ugda ist aus dem 1863 gegründeten Allgemeinen Luxemburger Musikverein (ALM) hervorgegangen.
Am 6. September versammeln sich die Vertreter von 26 Gesellschaften zur Gründung der Dachorganisation sämtlicher Gesang- und Musikvereine des Landes. Prinz Heinrich der Niederlande übernimmt die Ehrenpräsidentschaft des neugegründeten Musikverbandes.
Anlässlich des ersten Stiftungsfestes des ALM (5. Juni 1864) wurde das Lied “Ons Heemecht”, die heutige Nationalhymne des Großherzogtums, zum ersten Mal von einem Chor aufgeführt. Johann-Anton Zinnen hatte den Text des luxemburgischen Dichters Michel Lentz vertont. Am 25. Juni 1865 bei einem Musikfest der ALM in Vianden wurde die Nationalhymne zum ersten Mal mit Instrumentalbegleitung aufgeführt.

### Neuanfang des Verbandes
Am 30. März 1891 versammeln sich die Vertreter von 116 Gesellschaften, um den Dachverband, der ab sofort unter dem Protektorat von Großherzog Adolph steht zukünftig „Adolph-Verband“ heißen soll, zu reorganisieren.
1919 übernahm Großherzogin Charlotte das hohe Protektorat des Adolph-Verbandes, der nun unter der Bezeichnung „Union Adolphe“ geführt wird. 1947 wird der Verbandsname noch einmal geändert. Ab jetzt trägt er den heutigen Namen Union Grand-Duc Adolphe (UGDA). 1958 führte die UGDA Solfège-Examina und Dirigentenlehrgänge ein und gründete 1970 eine eigenständige Mutualitätskasse für die Mitglieder der UGDA.

## Musikschule
Die UGDA-Musikschule wird 1991 als Anstalt öffentlichen Nutzens anerkannt. Bereits zwei Jahre später unterrichtet sie 2.000 Schüler in 90 Ortschaften. Heute sind es knapp 4.000 Schüler in 65 Gemeinden des Großherzogtums.

## Musikwettbewerbe
Der erste Wettbewerb für Kinder- und Jugendchöre sowie für Jugendblasorchester fand 2006 in der Gemeinde Rambrouch statt. Heute gibt es jährlich zwei große Wettbewerbe:
- Luxemburgischer Wettbewerb für junge Solisten in den Bereichen Holz-, Blechinstrumente und Streichinstrumente, Klavier sowie Kammermusik (Concours Luxembourgeois pour jeunes solistes - bois, cuivres, piano, cordes et musique de chambre)[1]

- Europäischer Wettbewerb für Chor-Gesang und Musik (Concours Européen de Chant et de Musique)[2]

## Sinfonisches Jugendblasorchester der Europäischen Union
Das „European Union Youth Wind Orchestra“ (Orchestre d'harmonie des Jeunes de l'Union Européenne) steht unter der Leitung des niederländischen Dirigenten Jan Cober und umfasst 66 junge europäische Musiker im Alter von 15 bis 33 Jahre, die entweder schon Berufsmusiker sind oder aber Amateurmusiker mit einer sehr hohen Ausbildung und einer nachgewiesenen Expertise für ihr Instrument.